# William Shatner
William Shatner OC (Montreal, 22 de març de 1931) és un actor canadenc. En una carrera que abasta set dècades, és conegut sobretot per la seva interpretació de James Tiberius Kirk a la franquícia Star Trek, des del seu debut el 1966 com a capità de la nau estel·lar Enterprise al  segon pilot de la primera sèrie de televisió Star Trek  fins a la seva darrera aparició com a capità Kirk a la setena pel·lícula de Star Trek, Star Trek: Generations (1994).
Shatner va començar la seva carrera com a actor en pel·lícules i produccions televisives canadenques abans de passar a papers com a estrella convidada en diversos programes de televisió americans. Va aparèixer com a James Kirk en tots els episodis de Star Trek: La sèrie original, 21 dels 22 episodis de Star Trek: La sèrie animada, i les primeres set pel·lícules de Star Trek. Ha escrit una sèrie de llibres que relaten les seves experiències abans, durant i després del seu temps amb l'uniforme de la Flota Estel·lar. També ha coescrit diverses novel·les ambientades a l'univers Star Trek i una sèrie de novel·les de ciència-ficció, la seqüència TekWar, que van ser adaptades per televisió. A part de Star Trek, Shatner va interpretar el sergent de policia veterà epònim a T. J. Hooker (1982–1986), va presentar la sèrie de televisió basada en la realitat Rescue 911 (1989–1996), va ser estrella convidada a la sèrie de detectius Columbo i va actuar a la pel·lícula de comèdia Miss agent especial (2000).
La carrera televisiva de Shatner després de la seva última aparició com a capità Kirk ha abraçat la comèdia, el drama i els reality shows. A les temporades 4 i 5 de la sèrie de la NBC 3rd Rock from the Sun, va interpretar l'alienígena "Big Giant Head" al qual els personatges principals informaven. Del 2004 al 2008, va interpretar l'advocat Denny Crane a la temporada final de la sèrie jurídica The Practice i al seu spin-off Boston Legal, un paper que li va valer dos Premis Emmy, un per la seva contribució a cada sèrie. El 2016, 2017 i 2018, va protagonitzar les dues temporades de Better Late Than Never de la NBC, una sèrie de viatges còmica en què un grup de famosos ancians feien gires per l'Àsia oriental i Europa.
A més d'actuar, Shatner ha tingut una carrera com a artista discogràfic, que va començar el 1968 amb el seu àlbum The Transformed Man. Les seves versions de cançons són recitacions dramàtiques de les seves lletres en lloc d'interpretacions musicals: les més destacables són les seves versions de "Lucy in the Sky with Diamonds" dels Beatles, "Mr. Tambourine Man" de Bob Dylan i "Rocket Man" d'Elton John. El seu àlbum més reeixit va ser el tercer, Seeking Major Tom (2011), que inclou versions de "Learning to Fly de Pink Floyd", "Space Oddity" de David Bowie i "Bohemian Rhapsody" de Queen.
El 2021, Shatner va volar a l'espai a bord de la Blue Origin NS-18, una càpsula suborbital de la Blue Origin. Als 90 anys, es va convertir en la persona més gran a volar a l'espai i una de les primeres 600 a fer-ho. Minuts després del vol, va descriure haver experimentat la visió perspectiva.

## Primers anys
Shatner va néixer el 22 de març de 1931 al barri de Notre-Dame-de-Grâce de Montreal, Quebec, Canadà, en una família jueva conservadora. Els seus pares foren Ann (née Garmaise; 1905–1992) i Joseph Shatner (1898–1967), un fabricant de roba. És el segon de tres fills; la seva germana gran era Joy Rutenberg (1928–2023) i la seva germana petita és Farla Cohen (1940–). El seu cognom patrilineal era Schattner; el seu avi, Wolf Schattner, va anglicitzar l'ortografia. Els quatre avis de Shatner eren immigrants jueus: provenien d'assentaments de Ucraïna i Lituània, que aleshores estaven sota el domini d'Àustria-Hongria i l'Imperi Rus.
Shatner va assistir a dues escoles a Notre-Dame-de-Grâce, l'escola primària de Willingdon i West Hill High School, i va saer alumne del Montreal Children Theatre. Va estudiar economia a la Universitat McGill Facultat de Gestió a Montreal, on es va graduar amb una Llicenciatura en Comerç el 1952. Shatner va ser monitor d'un campament B'nai B'rith a les Laurentianes. Durant 6 setmanes, Shatner va ajudar a Fred Bild, un supervivent adolescent de l'Holocaust, a aprendre anglès.
El 2011, la Universitat McGill li va atorgar un Doctorat honoris causa en lletres. Va rebre el mateix guardó del New England Institute of Technology el maig de 2018.

## Carrera literària i d'actor

### 1951–1966: Primers treballs al teatre, al cinema i a la televisió
La carrera cinematogràfica de Shatner va començar mentre encara estudiava a la universitat. El 1951, va tenir un petit paper en una comèdia dramàtica canadenca, "The Butler's Night Off": els crèdits l'indiquen com a Bill Shatner i descriuen el seu paper simplement com "un lladre". Després de graduar-se, va treballar com a assistent director i actor tant al Mountain Playhouse de Montreal com al Canadian National Repertory Theatre d'Ottawa abans d'unir-se al Stratford Shakespeare Festival d'Ontario.
Els seus papers al festival van incloure un paper a Tamburlaine de Marlowe, en què va debutar a Broadway a 1956. La seva breu aparició a l'escena inicial d'una producció d'alt perfil de l'obra de Sòfocles Èdip Rei per Tyrone Guthrie el va presentar als espectadors de televisió de tot el Canadà. A Enric V, va combinar el paper secundari del duc de Gloucester amb el de suplent de Christopher Plummer com a rei: quan un càlcul renal va obligar Plummer a retirar-se d'una actuació, la decisió de Shatner de presentar una interpretació distintiva del seu paper en lloc d'imitar el del seu superior va impressionar Plummer com una manifestació sorprenent d'iniciativa i potencial. Plummer apareixeria més tard com a adversari klíngon del capità Kirk a Star Trek VI: The Undiscovered Country.
Guthrie també va valorar molt positivament el jove Shatner, i més tard el va recordar com l'actor més prometedor que el seu Festival havia contractat, i durant un temps va ser vist com un possible company de Steve McQueen, Paul Newman i Robert Redford. Segons Pat Jordan, autor d'un perfil detallat de Shatner per a The New York Times, el seu fracàs posterior a l'hora d'aconseguir l'aclamació atorgada als seus contemporanis més destacats va ser atribuïble a la seva filosofia professional de "treball és igual a treball", i a la seva consegüent participació en molts projectes "oblidables" que probablement van fer més mal que bé a la seva carrera. La vigília del seu trascendental càsting com a James Kirk, en opinió de Jordan, era vist simplement com un actor que "arribava a temps, coneixia els seus textos, treballava barat i sempre contestava el telèfon".

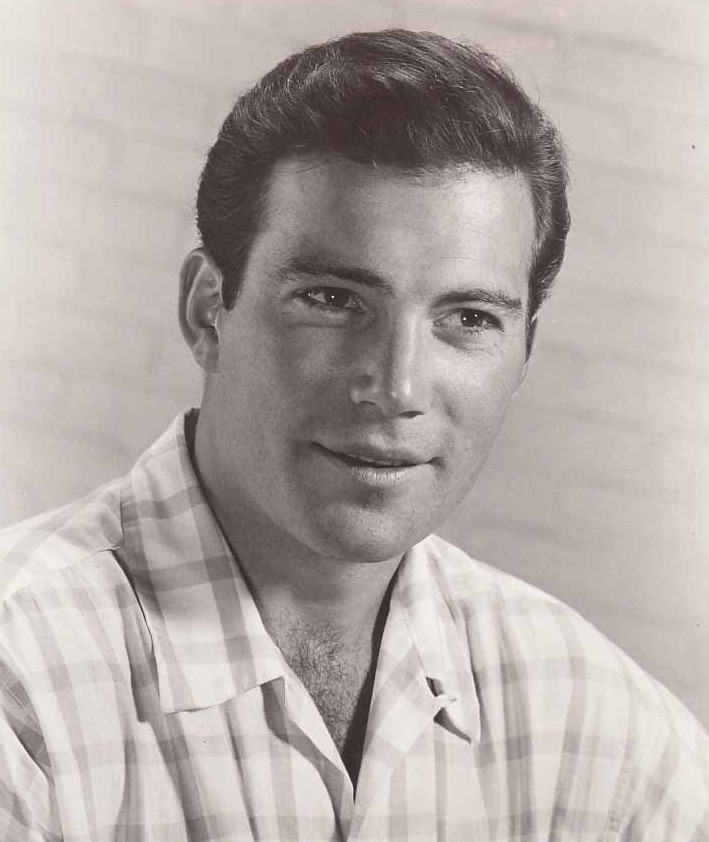
en una foto publicitària del 1958

El 1954, Shatner va decidir deixar Stratford i traslladar-se a la ciutat de Nova York amb l'esperança de fer carrera als escenaris de Broadway. Aviat li van oferir l'oportunitat de fer la seva primera aparició a la televisió americana: en un programa infantil anomenat The Howdy Doody Show, va crear el paper de Ranger Bob, coprotagonitzat amb un repartiment de titelles i Clarabell The Clown, el diàleg de la qual amb Shatner consistia completament en clàxons de bicicleta.
Van passar quatre anys abans que aconseguís el seu primer paper en una gran pel·lícula de Hollywood, apareixent a la pel·lícula de la MGM Els germans Karamazov com a Alexei, el més jove dels germans, en un repartiment que incloïa Yul Brynner. El desembre de 1958, dirigit per Kirk Browning, va aparèixer al costat de Ralph Bellamy com a recaptador d'impostos romà a Betlem el dia del naixement de Jesús en una producció televisiva en directe del Hallmark Hall of Fame titulada The Christmas Tree, el repartiment de la qual incloïa  Jessica Tandy, Margaret Hamilton, Bernadette Peters, Richard Thomas, Cyril Ritchard, i Carol Channing. El seu perfil televisiu americà va augmentar encara més quan va tenir un paper principal en un episodi de la tercera temporada (1957-58) d' Alfred Hitchcock Presents, "The Glass Eye".

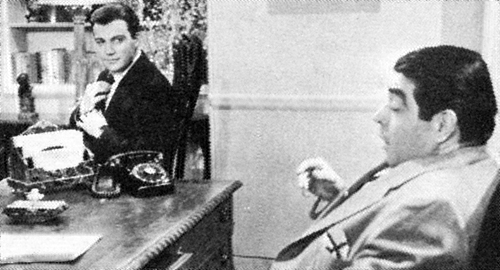
Shatner com a Archie Goodwin (esquerra) i Kurt Kasznar com a Nero Wolfe a la sèrie de televisió avortada de la CBS de 1959 Nero Wolfe

El 1959, Shatner va rebre bones crítiques amb el paper de Lomax a The World of Suzie Wong a Broadway. El març d'aquell any, mentre encara actuava en aquella producció, també va interpretar el detectiu Archie Goodwin en el que hauria estat la primera sèrie de televisió Nero Wolfe, si no hagués estat cancel·lada per CBS després de rodar un pilot i uns quants episodis.

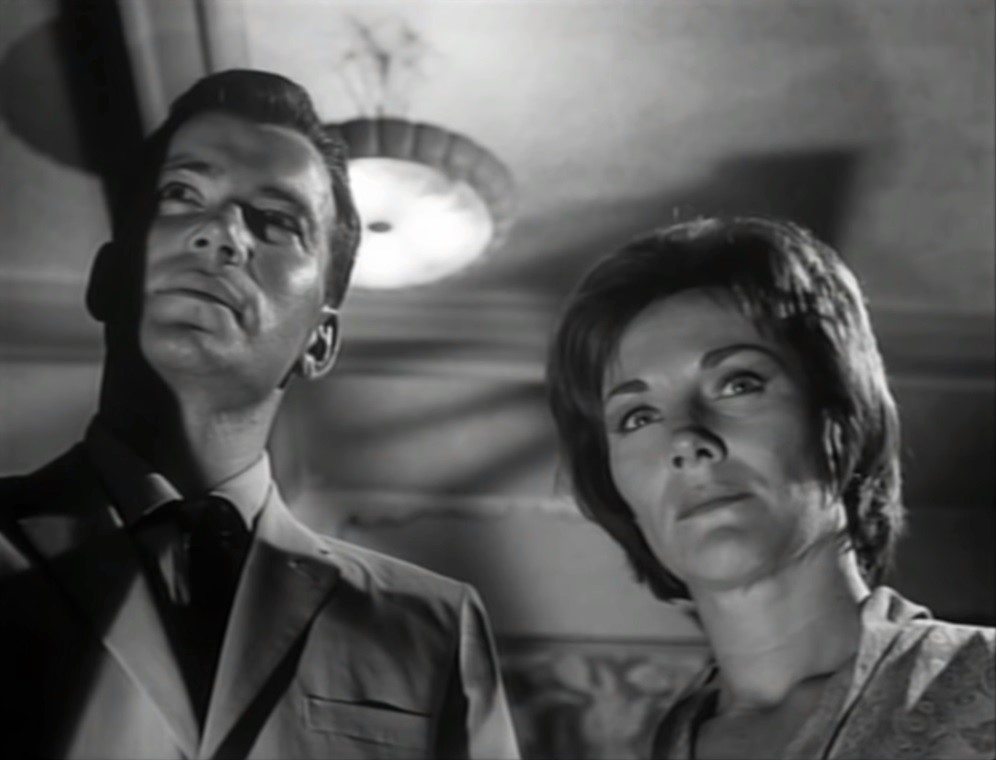
Shatner i Jeanne Cooper a The Intruder (1962)

Shatner va aparèixer en dos episodis de La Dimensió Desconeguda, "Just a temps" (1960) i "Nightmare at 20,000 Feet" (1963); quan la  pel·lícula antològica The Twilight Zone: The Movie es va produir vint anys després, la pel·lícula va culminar amb un remake d'aquest darrer episodi. Va aparèixer dues vegades com a Wayne Gorham a Outlaws (1960) de la NBC, una sèrie de western amb Barton MacLane, i després va tornar a Alfred Hitchcock Presents per a un episodi de la cinquena temporada, "Mother, May I Go Out to Swim?".
El 1961, coprotagonitzant amb Julie Harris, va aparèixer a Broadway a A Shot in the Dark, dirigida per Harold Clurman; Gene Saks i Walter Matthau també van participar a l'obra, on Matthau va guanyar un Premi Tony per la seva actuació. Shatner va aparèixer en dos episodis de la sèrie de televisió de la NBC Thriller ("The Grim Reaper" i "The Hungry Glass") i la pel·lícula The Explosive Generation (1961). Va tenir el paper principal a la pel·lícula de Roger Corman The Intruder (1962), que Stanley Kauffmann de The New Republic va descriure com la primera actuació interessant de Shatner, i va tenir un paper secundari a la pel·lícula de Stanley Kramer Els judicis de Nuremberg (1961). A la temporada 1963–64, va aparèixer en un episodi de la sèrie de l'ABC Channing. El 1963, va protagonitzar la producció de Family Theater anomenada "The Soldier" i va rebre crèdits en altres programes de la sèrie The Psalms. Aquell mateix any, va ser estrella convidada a Route 66, a l'episodi "Build Your Houses with Their Back to the Sea".
El 1964, Shatner va ser estrella convidada al segon episodi de la segona temporada de la sèrie d'antologia de ciència-ficció de l'ABC The Outer Limits, "Cold Hands, Warm Heart". També aquell any, va aparèixer en un episodi del drama de la CBS The Reporter, "He Stuck in His Thumb", i va tenir un paper secundari al llargmetratge western The Outrage, un remake de Rashomon d'Akira Kurosawa protagonitzat per Paul Newman, Laurence Harvey, Claire Bloom i Edward G. Robinson. El 1964, Shatner també va participar en un episodi de The Man from U.N.C.L.E. que va incloure Leonard Nimoy, que més tard seria el seu coprotagonista a Star Trek. El 1964 també va interpretar l'Alexandre el Gran al capítol pilot d'una sèrie proposada anomenada Alexander the Great, juntament amb Adam West com a Cleandre.
La sèrie no es va dur a terme i el capítol pilot no es va emetre fins al 1968, quan es va reelaborar com a pel·lícula per a la televisió per aprofitar la fama que West i Shatner havien guanyat mentrestant. Shatner esperava que la sèrie fos un gran èxit, però West sembla que no es va sorprendre pel seu fracàs, i més tard va criticar el pilot com "un dels pitjors guions que he llegit mai" i el va recordar com "una de les pitjors coses que he fet mai",
El 1965, Shatner va ser estrella convidada a 12 O'Clock High com el major Curt Brown a l'episodi "I Am the Enemy". El mateix any, va tenir el paper principal en un drama legal, For the People, protagonitzant un fiscal adjunt de districte casat amb una dona interpretada per Jessica Walter; la cancel·lació de la sèrie després de la seva primera temporada de 13 episodis li va permetre caminar pel pont de l' Enterprise l'any següent.
Shatner va protagonitzar la pel·lícula de terror gòtica de 1966 Incubus (en esperanto: Inkubo), el segon llargmetratge mai realitzat amb tots els diàlegs parlats en esperanto. També va protagonitzar un episodi de Gunsmoke el 1966 com el personatge de Fred Bateman. Va aparèixer com l'advocat convertit en falsificador Brett Skyler en un episodi de 1966 de The Big Valley, "Time to Kill". El 1968, va protagonitzar el poc conegut Spaghetti Western Comanche blanco, interpretant tant un personatge de barret blanc com el seu bessó malvat de barret negre: Johnny Moon, un pistoler mig comanche virtuós, i Notah, un senyor de la guerra sanguinari.

### 1966–1969:Star Treka la televisió

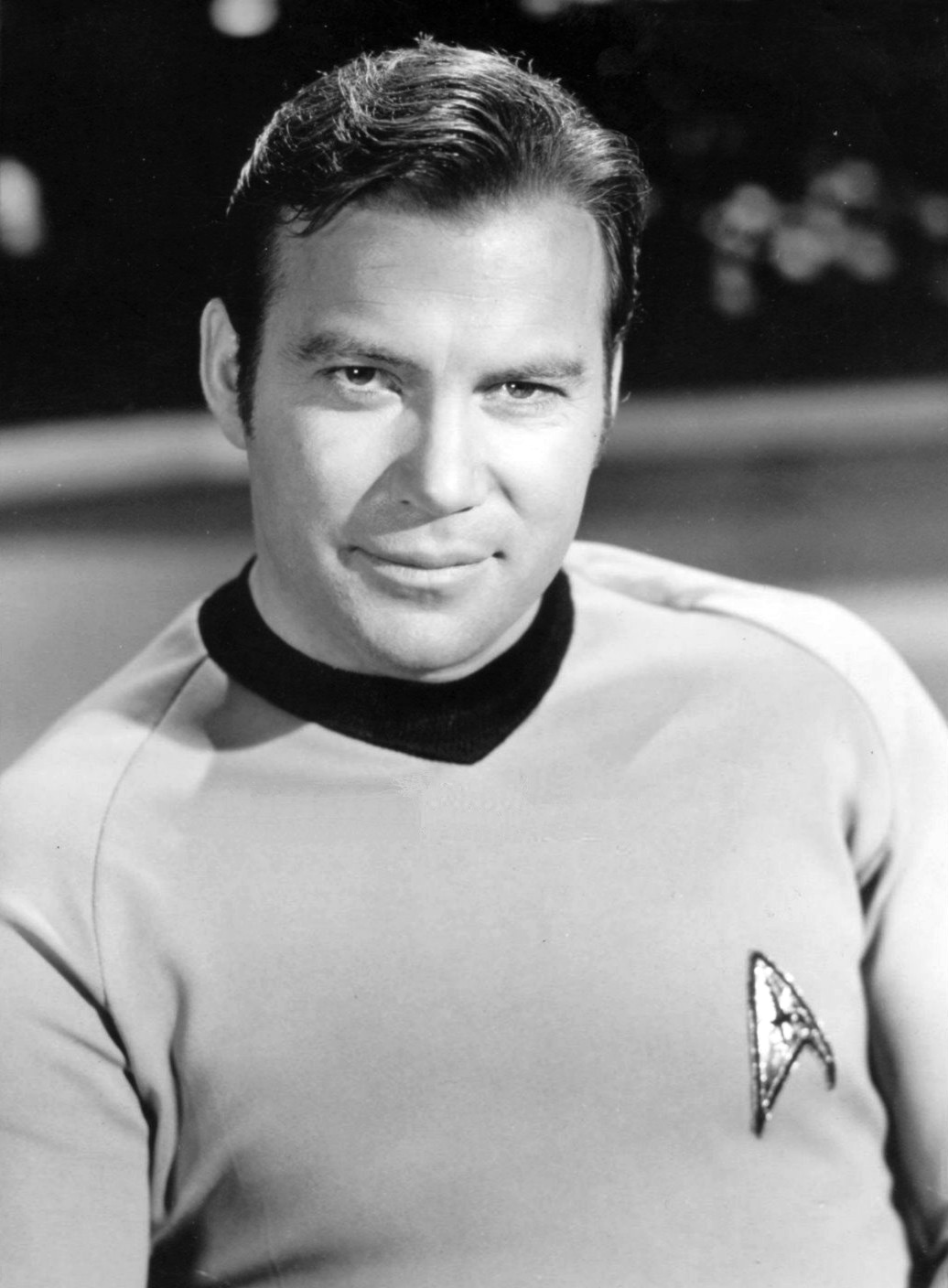
Shatner com a Capità James T. Kirk a Star Trek (1966–1969)

Shatner va ser escollit com a capità James T. Kirk per al segon pilot de Star Trek, titulat "On no ha anat mai cap home". Després va ser contractat per interpretar Kirk durant la resta de la sèrie, i va ocupar la cadira del capità de l'USS Enterprise de 1966 a 1969. Durant la seva emissió original a la NBC, la sèrie només va aconseguir audiències modestes i va ser cancel·lada després de tres temporades i setanta-nou episodis. Els fillastres de Plató, emès el 22 de novembre de 1968, va valer a Shatner una nota a peu de pàgina en la història de les relacions racials americanes: un petó que el capità Kirk va plantar als llavis de la tinent Uhura (Nichelle Nichols) sovint es cita com el primer exemple d'un home blanc besant una dona negra a la televisió amb guió als Estats Units. El 1973, Shatner va tornar al paper de Kirk, encara que només amb la veu, a la sèrie animada Star Trek, que va durar dues temporades i vint-i-dos episodis.

### 1970–1978: superant l'encasellament
A principis dels anys setanta, immediatament després de la cancel·lació de "Star Trek" el 1969, Shatner va tenir dificultats per trobar feina, ja que va quedar en certa manera encasellat com a James Tiberius Kirk. Amb molt pocs diners i poques perspectives d'actor, va perdre la seva casa i durant un temps va ser tan pobre que es va veure reduït a viure en una caravana amb plataforma de camió a la Vall de San Fernando. Es refereix a aquesta part de la seva vida com "aquell període", un temps d'humilitat durant el qual acceptava qualsevol feina esporàdica, incloses petites aparicions en festes, per mantenir la seva família.
El treball cinematogràfic de Shatner en aquesta fase de la seva carrera es va limitar a pel·lícules de sèrie B com ara Big bad mama (1974) de Roger Corman, la pel·lícula de terror The Devil's Rain (1975) i El regne de les aranyes (1977). A la televisió, va fer una aparició elogiada per la crítica com a fiscal en una adaptació de PBS el 1971 de l'obra de teatre de Saul Levitt The Andersonville Trial, i també va aparèixer en papers importants a les pel·lícules The People (1972) i The Horror at 37,000 Feet (1973). També va tenir un paper protagonista a la sèrie d'agents secrets de temàtica western Barbary Coast durant el 1975 i el 1976, i va aparèixer com a convidat de la setmana en molts programes populars d'aquella dècada, com ara Columbo, Ironside, Kung Fu, Mission: Impossible, The Rookies i The Six Million Dollar Man. Una de les habilitats especials que Shatner va poder oferir als directors de càsting va ser l'experiència en una art marcial: el cinturó negre Tom Bleecker, que al seu torn havia estat entrenat pel fundador de l'American Kenpo, Ed Parker, li va ensenyar karate.
Per complementar els seus ingressos amb la interpretació, Shatner va actuar com a convidat famós en multitud de programes de jocs de televisió, entre ells Beat the Clock, Celebrity Bowling, The Hollywood Squares, Match Game, Tattletales i Stump the Stars de Mike Stokey. El seu currículum vitae en aquest gènere va incloure diverses visites a The $10,000 Pyramid i les seves seqüeles més generoses, programes en què els concursants intentaven endevinar una paraula o frase amb l'ajuda de pistes d'un company famós. Les contribucions de Shatner a la sèrie Pyramid van incloure un enfrontament d'una setmana que el va enfrontar a Leonard Nimoy en un esdeveniment anunciat com a "Kirk contra Spock". En un episodi de 1977, va perpetrar una errada que s'ha conservat a YouTube: al clímax del programa, intentant guiar el seu company cap a la frase "coses que són beneïdes", va deixar anar la paraula "beneïda" en lloc de, com havia previst, citar la Verge Maria. El seu error va significar que el concursant que anava acompanyat va ser automàticament desqualificat de rebre el que hauria estat un premi de 20.000 dòlars. Shatner estava tan furiós amb si mateix pel seu error que va saltar de la cadira, la va recollir i la va llençar fora de l'icònic Cercle de Guanyadors del programa. Durant una entrevista a Archive of American Television, Richard Dawson va revelar que quan Mark Goodson estava considerant a qui contractar com a presentador del pilot de Family Feud (1976), hauria escollit Shatner si no s'hagués sentit intimidat per atorgar el lloc a Dawson per una amenaça de l'agent de Dawson.
Les agències de publicitat també van contribuir a ajudar Shatner a superar la seva crisi post-Kirk. Entre els anuncis de televisió pels quals va ser contractat hi havia anuncis que promocionaven la marca Oldsmobile de General Motors, la margarina Promise, la cadena de supermercats SuperValu (Canadà) amb seu a la Colúmbia Britànica i el seu equivalent ontarià, Loblaws; els espectadors canadencs es van familiaritzar amb l'antic heroi de la Flota Estel·lar assegurant-los que "A Loblaws, més que el preu és just. Però, Déu meu, el preu és just".

### 1979–1989: Pel·lícules deStar TrekiT. J. Hooker
Després que "Star Trek" fos cancel·lada, va adquirir un seguiment de culte entre la gent que mirava les reposicions televisives de la sèrie, i el capità Kirk es va convertir en una icona cultural. Els fans de la sèrie, els anomenats trekkies, van començar a organitzar convencions on podien conèixer entusiastes amb idees afins, comprar marxandatge de "Star Trek" i gaudir de sessions de preguntes i respostes amb membres del repartiment habitual de la sèrie. Molts dels actors que havien tripulat l'"Enterprise" es van convertir en convidats freqüents a aquests esdeveniments, inclòs Shatner.
A mitjans dels anys setanta, observant el creixent interès per Star Trek, Paramount va començar a preproduir una seqüela, Star Trek: Phase II, en què tenien previst presentar actors nous i més joves juntament amb les estrelles de la sèrie original. Tanmateix, sorpresos per l'enorme èxit que va aconseguir la pel·lícula de George Lucas Star Wars el 1977, l'estudi va decidir que Star Trek els faria guanyar més diners si la següent aventura de l'Enterprise no es produïa a la televisió sinó als cinemes. Shatner i tots els altres membres originals del repartiment de "Star Trek" van tornar als seus papers quan la Paramount va produir "Star Trek: La pel·lícula", estrenada el 1979. Va interpretar Kirk en sis pel·lícules més de "Star Trek": "Star Trek 2: La còlera del Khan" (1982), "Star Trek 3: A la recerca de Spock" (1984), "Star Trek 4: Missió salvar la Terra" (1986), "Star Trek: L'última frontera" (1989), "Star Trek VI: The Undiscovered Country" (1991) i —en una història que va culminar amb la mort autosacrificial del capità— "Star Trek: Generations" (1994). Les seves últimes aparicions com a James Tiberius Kirk van ser a les seqüències cinematogràfiques del videojoc Starfleet Academy (1997), en un anunci de DirecTV del 2006 que utilitzava imatges de Star Trek VI: The Undiscovered Country i als Premis Oscar de 2013, en què va repetir el paper per a un interludi còmic amb el presentador del programa, Seth MacFarlane.
Tot i que la resurrecció de Star Trek de l'oblit només es va produir gràcies a l'entusiasme dels trekkies, l'actitud de Shatner envers ells no és acrítica. En un esquetx molt debatut del Saturday Night Live de 1986 sobre una convenció de Star Trek, va aconsellar a una sala plena de Trekkies que "s'ocupessin dels seus afers". El comentari era un resum encertat de l'opinió dels seus fans que havia expressat en diverses entrevistes. La seva adoració per ell va prendre formes no desitjades gairebé des del principi de la seva època com a capità Kirk; Ja a l'abril de 1968, un grup d'ells va intentar arrencar-li la roba quan sortia del 30 Rockefeller Plaza. La seva diversió pel comportament de la franja lunàtica dels seus admiradors es va reflectir a la pel·lícula de comèdia romàntica Free Enterprise (1998), en què va contribuir amb una caricatura d'ell mateix a una pel·lícula que satiritzava la idolatria de Kirk d'alguns trekkies. També es va burlar de la personalitat arrogant, gairebé sobrehumana, del capità Kirk a les pel·lícules Airplane II: The Sequel (1982) i Amb l'arma a punt (1993).
El 1982, Shatner va tornar a ser el personatge principal d'una sèrie de televisió d'alt perfil quan va ser escollit com un sergent de policia veterà de Los Angeles a T. J. Hooker. Durant cinc temporades i noranta-un episodis fins al 1986, la sèrie va associar Shatner amb Heather Locklear i James Darren, que més tard seria un membre recurrent del repartiment de la tercera sèrie d'acció real Star Trek, Star Trek: Deep Space Nine. L'èxit de T. J. Hooker va portar a Shatner a presentar la popular sèrie de recreació dramàtica Rescue 911 de 1989 a 1996. La seva carrera es va diversificar encara més a la dècada de 1980 quan va començar a treballar com a director, fent-se càrrec de molts episodis de T. J. Hooker. Una clàusula del seu contracte amb "Star Trek" que li donava paritat amb Leonard Nimoy significava que després de la direcció de
Star Trek 4: Missió salvar la Terra per part de Nimoy, Shatner també tenia dret a dirigir una pel·lícula de "Star Trek": va exercir el seu dret a "Star Trek: L'última frontera", tot i que molts seguidors de "Star Trek" van quedar decebuts per la pel·lícula que va lliurar, cosa que va atribuir principalment a la debilitat dels efectes visuals de la pel·lícula. El seu creixent èxit a la televisió i als cinemes durant la dècada de 1980 no el va portar a deixar de treballar per a anunciants. L'ordinador domèstic VIC-20, per exemple, va ser avalat per ell tant a la televisió com a la premsa escrita.
El 19 de maig de 1983, es va reconèixer l'estatus icònic del capità Kirk amb una cerimònia que celebrava la concessió de l'estrella número 1.762 del Passeig de la Fama de Hollywood a Shatner. Shatner també té una estrella al Passeig de la Fama del Canadà, atorgada en reconeixement per ser el primer actor canadenc a protagonitzar sèries importants en tres cadenes americanes: NBC, CBS i ABC.

### 1989–1999:TekWari altres diversificacions
Treballar a "T. J. Hooker" va inspirar Shatner amb la idea de desenvolupar una sèrie de televisió en què interpretaria un personatge que seria un híbrid de Hooker i Kirk: un expolicia dur que treballava com a investigador privat en un futur distòpic. Quan la producció de "Star Trek V" es va retardar per una vaga del Sindicat de Guionistes, Shatner va començar a transformar el seu concepte inicial en una novel·la, ajudat per un autor establert de ciència-ficció pulp, Ron Goulart. Goulart va descriure la seva contribució a l'esforç de Shatner com la d'un simple assessor, però Shatner li atribueix la reescriptura. El primer fruit de la seva col·laboració, TekWar, es va publicar el 1989 i va llançar una seqüència de llibres que van vendre centenars de milers de còpies. Les novel·les van donar lloc a quatre telefilms de "TekWar", en què Shatner no interpretava el personatge principal sinó el seu cap, Walter Bascom. Shatner va repetir el paper en una sèrie de televisió que va seguir, a més de dirigir-ne diversos episodis ell mateix, però la seva emissió a la USA Network, Syfy i la CTV del Canadà va ser breu.
El desembre de 1989, Shatner va participar a la sèrie de televisió britànica This Is Your Life, un programa en què una celebritat és emboscada pel presentador i després portada a un estudi perquè la història de la seva vida sigui explicada en un flux d'anècdotes relatades pels seus coneguts: l'episodi de Shatner va començar amb Michael Aspel sorprenent-lo al rodatge de la Starship Enterprise als Universal Studios de Hollywood. El 1994, Shatner va tornar a «Columbo» per interpretar l'assassí de la setmana a l'episodi «Butterfly in Shades of Grey». El 1995, va narrar el documental de Peter Kuran Trinity and Beyond: The Atomic Bomb Movie, i la seva franquícia TekWar es va expandir al món dels videojocs amb un videojoc d'acció en primera persona, William Shatner's TekWar. El 1996, un episodi titulat «Eye, Tooth» el va veure com a estrella convidada al programa de televisió de Will Smith, El príncep de Bel Air. Va narrar una minisèrie de televisió rodada a Nova Zelanda "A Twist in the Tale" (1998). A la sèrie de televisió "3rd Rock from the Sun", Shatner va aparèixer en diversos episodis del 1999 al 2000 com el "Big Giant Head", un oficial d'alt rang del mateix planeta alienígena que la família Solomon que es converteix en un donjuan a la Terra. El paper va fer que Shatner fos nominat als premis Emmy.
A finals dels anys noranta, Shatner es va associar estretament amb el lloc web de viatges priceline.com, apareixent en molts anuncis de televisió de l'empresa com una caricatura pomposa d'ell mateix. Ha dit que si bé és cert que el seu treball per a Priceline li va valer opcions sobre accions, els informes que ara valen centenars de milions de dòlars són exagerats. També va ser el director executiu de C.O.R.E. Digital Pictures, un estudi d'efectes expecials amb seu a Toronto activa del 1994 al 2010.
Al maig de 1999, Simon & Schuster va publicar el llibre de Shatner "Get a Life!", unes memòries de les seves experiències amb els trekkies. A més d'anècdotes sobre les convencions de "Star Trek", el llibre inclou entrevistes amb alguns dels fans més devots de la franquícia "Star Trek", incloent-hi converses amb diversos trekkies que consideren la sèrie no sols com a entreteniment, sinó també com a filosòficament significativa.

### 2000–2009: Pel·lícules posteriors, i Denny Crane

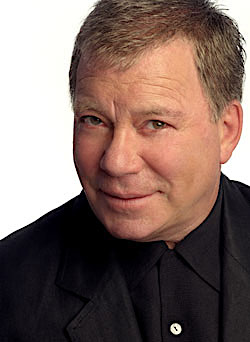
Shatner, 2005

A la pel·lícula de comèdia Sandra Bullock Miss agent especial (2000), Shatner va interpretar el paper secundari de Stan Fields, el copresentador del concurs de Miss Estats Units; la seva futura coprotagonista de Boston Legal, Candice Bergen, també va participar a la pel·lícula. Shatner també va aparèixer a Miss agent especial 2: Armada i fabulosa (2005), en què Stan Fields és segrestat a Las Vegas juntament amb la guanyadora del concurs de l'any anterior. (La vida va imitar l'art a Gary, Indiana, el 2001, quan Shatner va visitar la ciutat per acollir de veritat el concurs de Miss EUA). A Osmosis Jones (2001), una pel·lícula satírica d'alt concepte que combinava acció real amb animació, Shatner va posar la veu a l'alcalde Phlegmming; La pel·lícula representava les cèl·lules i la microbiota d'un cos humà com els ciutadans d'una comunitat, la ciutat de Frank, governada per un polític egoista que prioritza la seva conveniència i interès polític per sobre del benestar del seu públic. A Groom Lake, estrenada l'any següent, Shatner va repetir la seva gesta de Star Trek V de dirigir i protagonitzar una pel·lícula basada en una història de la seva pròpia invenció, una pel·lícula que explotava l'interès per l'Àrea 51 despertat per Expedient X, i coprotagonitzada per una jove Amy Acker, més tard coneguda com a col·lega habitual de Joss Whedon. El 2003, Shatner va aparèixer als videoclips Celebrity i Online de Brad Paisley juntament amb Little Jimmy Dickens, Jason Alexander i Trista Rehn. També va tenir un paper secundari a la comèdia Qüestió de pilotes (2004), protagonitzada per Ben Stiller i Vince Vaughn. Al número d'octubre de 2004 de Star Trek Communicator, Manny Coto, un dels productors de Star Trek: Enterprise, va revelar que estava planejant un arc argumental de tres episodis amb Shatner com a protagonista, però la cancel·lació de la sèrie poc després va significar que a Shatner se li va negar l'oportunitat de participar-hi.
Després que David E. Kelley veiés els anuncis de Shatner, va portar Shatner a la temporada final del drama legal The Practice. Segons Pat Jordan, el paper guanyador d'un Emmy de Shatner, l'excèntric però molt capaç advocat Denny Crane, era essencialment "William Shatner l'home... interpretant William Shatner, el personatge que interpretava el personatge Denny Crane, que interpretava el personatge William Shatner". Shatner va portar el paper de Crane a Boston Legal i va guanyar un Globus d'Or i un Emmy el 2005, i va ser nominat de nou als Emmy el 2006, 2007, 2008 i 2009. Amb el seu guardó Emmy del 2005, es va convertir en un dels pocs actors (juntament amb el coprotagonista James Spader com a Alan Shore) a guanyar un premi Emmy interpretant el mateix personatge en dues sèries diferents. Shatner va romandre amb "Boston Legal" fins que, després de cinc temporades i cent un episodis, va acabar el 2008.
Dues pel·lícules d'animació d'alt perfil estrenades el 2006 van incloure Shatner al seu repartiment. A Veïns invasors de DreamWorks va posar la veu a Ozzie, un opòssum; a The Wild de Walt Disney, va tenir el paper del dolent de la pel·lícula, Kazar, un nyu megalòman. El gener de 2007, va començar a publicar vídeoblogs autobiogràfics diaris a la plataforma LiveVideo en un projecte que va anomenar ShatnerVision; rebatejat com a The Shatner Project, el seu vlogging va migrar a YouTube l'any següent. El desembre de 2008, va experimentar amb el gènere del talk show en el programa humorístic Shatner's Raw Nerve, que es va emetre fins al març de 2011. Va ampliar el seu treball a YouTube el 2009, subministrant la veu de Don Salmonella a la sèrie animada The Gavones.
Shatner va fer diverses aparicions com a convidat a The Tonight Show with Conan O'Brien, incloent-hi cameos en què es va burlar de la política republicana Sarah Palin. Va iniciar simulacres d'hostilitats el 27 de juliol de 2009 amb una recitació inspirada en el slam del   discurs en què havia renunciat com a governadora d'Alaska.Dos dies després, va ridiculitzar alguns dels tuits que ella i Levi Johnston, el pare del seu net, havien publicat a Twitter. L'11 de desembre de 2009, va tornar a veure Palin una vegada més per llegir fragments de la seva autobiografia, Going Rogue: An American Life, i ella, acceptant bé les seves burles, va respondre recitant fragments de les seves pròpies memòries, Up Till Now. (Coescrit amb David Fisher, per col·laborar més tard amb Shatner en un llibre sobre Leonard Nimoy i la relació de Shatner amb ell, "Up Till Now" s'havia publicat el 2008.) Shatner també va contribuir a la recurrent obra d'O'Brien "In the Year 3000" que començava amb el cap desencarnat de Shatner flotant a l'espai i pronunciant el portentós lema del segment: "I així fem un viatge còsmic cap a aquest nou mil·lenni; aquesta realitat llunyana que és l'any 3000. És el futur, tio".
A Shatner no li van "oferir ni suggerir" cap paper a la pel·lícula del 2009 Star Trek. El director J. J. Abrams va dir el juliol de 2007 que la producció estava "intentant desesperadament trobar una manera de posar-lo", però que "empènyer-lo... seria un desastre", una opinió compartida per Shatner en diverses entrevistes. En una convenció celebrada el 2010, Shatner va descriure la pel·lícula com a "meravellosa". Dos anys abans del seu llançament, la seva pròpia història de com els personatges de la sèrie original de "Star Trek" podrien haver-se unit es va publicar a la seva novel·la Star Trek: Academy – Collision Course.

### 2010–present: una miscel·lània de projectes
L'abril de 2010, Shatner va començar a presentar el programa de Discovery Channel Weird or What, que es va emetre fins a l'agost de 2012. Cada episodi de la sèrie proporcionava als amants de l'arcana diversos segments que exploraven notícies relacionades amb temes poc convencionals com ara els OVNI i la criptozoologia.
Més tard aquell mateix any, la seva carrera com a actor còmic de televisió va arribar al seu zenit en una comèdia de situació de la CBS basada en el compte de Twitter de Justin Halpern Shit My Dad Says, $#*! My Dad Says, que va ser cancel·lat el maig de 2011 tres mesos després de la primera emissió del seu últim episodi. El 2011 també va aparèixer com a estrella convidada en un episodi de la sèrie "Psych" de la cadena USA Network, "In for a Penny", interpretant el pare separat de la detectiu júnior Juliet O'Hara (Maggie Lawson) (un paper que va repetir a la temporada 2012 de la sèrie). Pels trekkies, el seu projecte més destacat de l'any va ser la primera pel·lícula de "Star Trek" que havia dirigit des de "Star Trek V". The Captains, que també va escriure i presentar, va ser un documental de llargmetratge en què va entrevistar els cinc actors que havien interpretat el paper principal a les seqüeles de Star Trek que s'havien creat fins aleshores: Patrick Stewart de Star Trek: La nova generació, Avery Brooks de Star Trek: Deep Space Nine, Kate Mulgrew de Star Trek: Voyager, Scott Bakula de Star Trek: Enterprise i Chris Pine de la pel·lícula de J. J. Abrams del 2009. La pel·lícula també incloïa una conversa entre Shatner i el seu company de repartiment a "Star Trek VI", Christopher Plummer, una seqüència que celebrava una amistat que va començar quan els dos actors van participar al Festival Shakespeare de Stratford i que reflectia la profunda admiració de Shatner pel seu col·lega.
El 2012 de Shatner va començar amb el seu retorn a les seves arrels en el teatre. Al febrer, va aparèixer a Broadway en un espectacle unipersonal anomenat "Shatner's World: We Just Live in It". Després de tres setmanes de representació al Music Box, l'espectacle va fer una gira per tot els Estats Units. El maig, va ser el presentador convidat del concurs televisiu satíric britànic Have I Got News for You, guanyant una nota a peu de pàgina en la història dels neologismes en fusionar "pioneer" i "pensioner" en el mot creuat en moneda "pensioneer". El 28 de juliol va aparèixer al canal de televisió per cable premium Epix com a protagonista de "Get a Life!", un documental sobre els fans de "Star Trek" desenvolupat a partir del llibre de 1999 sobre els Trekkies que havia escrit després de la seva reprimenda al "Saturday Night Live". El 25 de setembre va tornar a tocar el gènere dels vídeos musicals, apareixent com a àrbitre de la base al programa "At Fenway" del crooner Brian Evans, amb temàtica de beisbol.

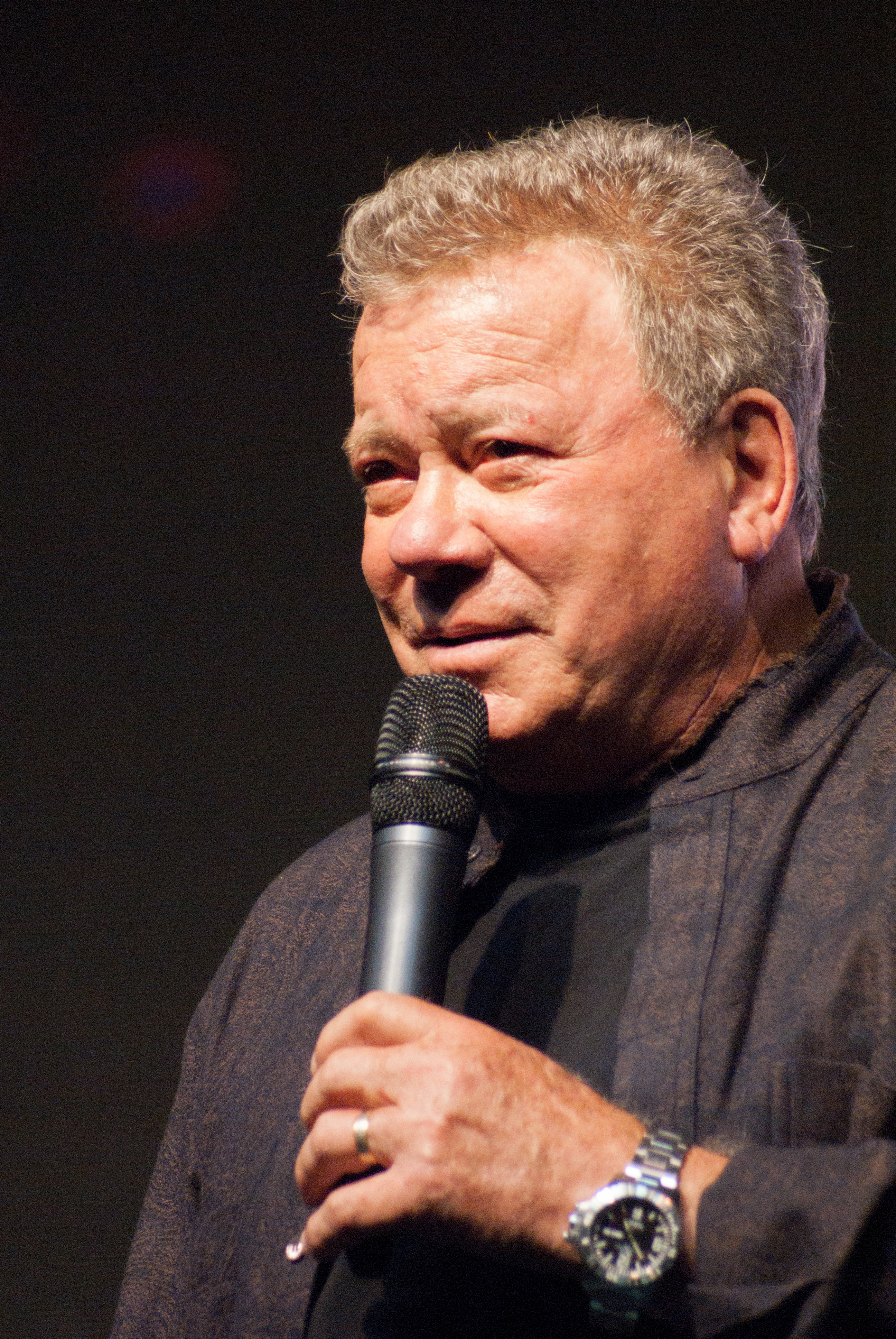
Shatner a Destination Star Trek Europe, 2016

El 24 d'abril de 2014, Shatner va representar un espectacle autobiogràfic unipersonal a Broadway, que es va filmar per a la seva posterior projecció en més de 700 teatres d'Austràlia, Canadà i els Estats Units. Una gran part dels ingressos del projecte van anar a la beneficència. El 2015, va interpretar Mark Twain en un episodi de la sèrie dramàtica històrica canadenca Murdoch Mysteries, i Croatoan –el perillós pare interdimensional d'Audrey Parker– als darrers episodis de la cinquena i última temporada de la sèrie de fantasia del canal SyFy Haven. A l'agost d'aquell any, els Trekkies van gaudir d'una seqüela de "The Captains", que va produir, guionitzar i dirigir i en la qual va protagonitzar: "William Shatner Presents: Chaos on the Bridge", un documental sobre els fets entre bastidors de "Star Trek: La nova generació.
Estrenada el 23 d'agost de 2016, la minisèrie de telerrealitat de la NBC Better Late Than Never va seguir Shatner i un quartet d'altres celebritats d'edat avançada: Terry Bradshaw, Jeff Dye, George Foreman i Henry Winkler—mentre feien una gran gira pel Japó, Corea del Sud i el sud-est asiàtic. Shatner va bromejar dient que Bradshaw, famós com a quarterback amb els Pittsburgh Steelers, era "massilla a les meves mans". Una altra nova empresa que va llançar aquell any va ser Shatner Singularity, una editorial de còmics, que té una llista que inclou la novel·la gràfica Stan Lee's "God Woke" de Lee i Mariano i Fabian Nicieza. El llibre va guanyar el Premi a la Veu Independent de Llibres Destacats de l'Any dels Independent Publisher Book Awards del 2017.
El treball televisiu més destacat de Shatner el 2017 va ser a la segona temporada de "Better Late Than Never": un episodi previ de desembre L'11 de gener de 2017 va ser seguit per una estrena oficial de temporada el dia de Cap d'Any de 2018. El seu entusiasme eqüestre va trobar una sortida a la sèrie d'animació infantil My Little Pony: Friendship is Magic, on a l'episodi de la setena temporada "The Perfect Pear" va posar la veu a Grand Pear, l'avi matern d'Applejack i els seus germans, de qui estava separat. El 2017 també va aparèixer en un segon videoclip amb Brian Evans, aquesta vegada promocionant la versió d'Evans de la cançó de Dolly Parton "Here You Come Again".
Plantilla:Formatting error
| William Shatner @WilliamShatner |

"Les meves pregàries són amb el poble d'Ucraïna, mentre veig els esdeveniments que es desenvolupen a la televisió amb gent tan valenta lluitant contra una força aclaparadora, recordo irònicament Stalingrad, quan els nazis, de camí a Moscou, van pensar que podien aclaparar aquella ciutat. El poble de Stalingrad i l'exèrcit que defensava Stalingrad van lluitar contra els nazis fins a l'aturada. La història POT repetir-se."
Shatner va ser el focus de la controvèrsia política el 2021, quan es va revelar que un programa documental de divulgació científica que presentaria, I Don't Understand with William Shatner, s'emetria a RT, anteriorment coneguda com a Russia Today, a partir del 12 de juliol. L'editora en cap d'RT, Margarita Simonyan, va dir que "el capità Kirk s'ha passat al bon costat". Criticat per un periodista rus per la seva implicació amb el mitjà controlat pel govern, Shatner va titllar el seu acusador d'hipòcrita i va comparar el seu contracte amb RT amb l'acord a través del qual el canal havia adquirit el dret de retransmetre partits de futbol americà. Quatre dies després de la invasió russa d'Ucraïna el 24 de febrer de 2022, Shatner va emetre un comunicat a través de Twitter expressant el seu suport incondicional als ucraïnesos en la resistència que estaven muntant contra els seus assaltants. El 2 de març, es va retirar del seu programa, al·legant la invasió com a motiu per fer-ho. RT America va deixar de transmetre completament el 3 de març.
També el 2021, Shatner va protagonitzar la pel·lícula Senior Moment, que va coprotagonitzar Jean Smart i Christopher Lloyd. La pel·lícula es va estrenar el març de 2021, la mateixa setmana que Shatner va fer 90 anys.
El 2022, Shatner va competir a la vuitena temporada de The Masked Singer (sèrie de televisió americana) de The Masked Singer com a "Knight" (representat com un cavaller muntant una oca daurada). Un acudit recurrent és que l'oca daurada que munta "Knight" intenta atacar Nick Cannon. Va ser eliminat al primer episodi juntament amb Eric Idle com a "Hedgehog" i Chris Kirkpatrick com a "Hummingbird".
Shatner va presentar i va ser productor executiu de The UnXplained a History del 2019 al 2023. Des de la seva estrena, la sèrie ha rebut ressenyes molt negatives per part de la crítica. En un article a Irish Film Critic, Thomas Tunstall va informar que la "temàtica de la sèrie és generalitzada", com si estigués dissenyada per a un públic amb trastorn per dèficit d'atenció. Tot i que Shatner planteja moltes preguntes amb entusiasme, proporciona moltes menys respostes satisfactòries de les que hauria de fer, potser a propòsit per tal de mantenir la sensació de misteri."
Als 2025, Shatner rebrà un Premi Saturn especial a la trajectòria

## Carrera com a artista discogràfic

### The Transformed Mani altres àlbums
Shatner va debutar discogràficament el 1968, amb el llançament d'un àlbum titulat The Transformed Man. Oferia lectures d'obres clàssiques seguides de recitacions dramàticament flexionades dels textos de cançons populars relacionades temàticament, ambdues amb un fons d'acompanyament instrumental. Entre els èxits que Shatner va versionar hi havia "Mr. Tambourine Man" de Bob Dylan i la cançó de Lennon-McCartney "Lucy in the Sky with Diamonds". Shatner es mantindria fidel al seu estil idiosincràtic i de cant d'aquest àlbum durant tota la seva carrera discogràfica.
El 1977, una actuació que Shatner havia fet durant una gira el 1971 es va publicar en un àlbum doble de Lemli Records, William Shatner Live. El programa dels LP incloïa records del seu treball a Star Trek i la lectura de fragments de les obres Cyrano de Bergerac d'Edmond Rostand, La guerra dels mons de H. G. Wells i Galileo de Bertolt Brecht. Un any més tard, la gravació va ser reeditada per una altra companyia, de nou com a doble LP, ara titulat William Shatner Live: Captain of the Starship. Sense la marca Star Trek a causa de les restriccions de llicència, la portada de l'àlbum estava decorada amb una fotografia de Shatner brandant un trípode de càmera capgirat a l'estil de Jim Kirk entrant en batalla amb un rifle faser.
El segon àlbum d'estudi de Shatner no es va materialitzar fins més de 30 anys després del primer: Has Been es va publicar l'octubre de 2004. Produït per Ben Folds, incloïa diverses cançons coescrites amb Folds i arranjades per ell, així com una versió de l'èxit de Pulp "Common People" interpretat amb Joe Jackson. Seeking Major Tom va seguir a l'octubre de 2011. Inicialment anunciat per Shatner amb aquest títol el 4 de febrer, més tard va ser promocionat per ell com a Searching for Major Tom abans de tornar al nom que li havia donat originalment. Entre els col·legues de Shatner en el projecte hi havia diversos músics destacats: l'estrella de la música country Brad Paisley, Zakk Wylde de Black Label Society, Peter Frampton, Brian May de Queen, Steve Howe de Yes, John Wetton de King Crimson i Asia, Ritchie Blackmore de Deep Purple, Alan Parsons i Bootsy Collins de Parliament-Funkadelic. Amb temàtica astronauta i un toc general de heavy metal, l'àlbum incloïa versions de "Learning to Fly de Pink Floyd", "Space Oddity" de David Bowie i "Bohemian Rhapsody" de Queen.
L'àlbum de quinze cançons de Shatner Ponder the Mystery, produït per Billy Sherwood, es va publicar a l'octubre de 2013. Entre els músics que hi van contribuir hi havia Mick Jones, Simon House, Steve Vai, Al Di Meola, el col·lega de Steve Howe a Yes Rick Wakeman, Joel Vandroogenbroeck, Edgar Winter, Nik Turner, Vince Gill, Edgar Froese, Robby Krieger, Dav Koz, George Duke i Zoot Horn Rollo. Els crèdits del disc atribuïen tota la seva música a Sherwood i tots els textos de les seves cançons a Shatner. La primera incursió de Shatner en el gènere de la música country, Why Not Me, va aparèixer l'agost de 2018, amb un nou soci en la forma de Jeff Cook, més conegut com a membre fundador de la banda estatunidenca Alabama. Publicat pel segell Heartland Records Nashville, aquest àlbum també incloïa veus convidades de Neal McCoy, Home Free i Cash Creek. Una col·lecció nadalenca, Shatner Claus, va aparèixer a l'octubre de 2018, amb Shatner ara ajudat i instigat per Iggy Pop, Henry Rollins, Todd Rundgren, Billy Gibbons i altres. El novè àlbum de Shatner, The Blues, es va publicar el 2 d'octubre de 2020, i va arribar al número u de la llista de blues Billboard quinze dies després. Shatner va anunciar un desè àlbum, Bill, el 26 d'agost de 2021 i es va publicar el 24 de setembre.
A més de gravar la seva pròpia sèrie de discos, Shatner també ha participat en llançaments d'altres artistes. L'àlbum de Ben Folds de 1998 Fear of Pop: Volume 1 inclou Shatner en dues cançons, "In Love" i "Still in Love". (Jamie Halliday, el fundador d'Audio Antihero, va anomenar la primera com la seva "cançó preferida de tots els temps") El 28 de juny de 2002, Shatner va aparèixer amb Brian Evans al San Carlos Institute Theatre de Key West, Florida i va fer un duet amb ell a les cançons "What Kind of Fool Am I" i "The Lady Is a Tramp": el concert es va publicar posteriorment com a àlbum Brian Evans Live with Special Guest: William Shatner. El 2005, va participar a la cançó "'64 - Go" de l'àlbum de Lemon Jelly '64 - '95. I va ser la veu principal de la cançó "Spy In The Sky Part 3" de l'artista de rock progressiu Ben Craven a l'àlbum de Craven Last Chance To Hear, publicat el març de 2016. Entre els videoclips d'altres artistes que el van presentar n'hi havia un per a "Landed" de Ben Folds, en què interpretava el paper de productor, i dos per a Brad Paisley, un promocionant "Celebrity" i l'altre "Online", aquest últim contenia una meta-referència en què Shatner semblava estar desconsolat quan li van dir que no podia cantar.

### Interpretacions de cançons a la televisió i al cinema
El públic televisiu va descobrir la musicalitat poc ortodoxa de Shatner poc després que "Star Trek" el fes famós. El 1978, mentre presentava la 5a edició dels Premis Saturn atorgats per l'Academy of Science Fiction, Fantasy and Horror Films, va interpretar una versió de "Rocket Man" d'Elton John que es va convertir en un element bàsic de la paròdia còmica. En un episodi del programa d'entrevistes de Dinah Shore, Dinah!, va aprofitar la seva aparició per interpretar "Taxi" de Harry Chapin. El 9 de juny de 2005, va contribuir amb la seva versió de "My Way" a la presentació del Premi a la Trajectòria AFI de George Lucas, recolzat per un cor de ballarins amb vestits de Stormtroopers que van acabar el segment de Shatner agafant-lo i portant-lo fora de l'escenari. L'11 de desembre de 2005, va llançar "Last Laugh 2005" de Comedy Central amb un sketch en què apareixia com un Lucifer celebrant com de bé havia anat l'any des del punt de vista de l'infern. El 29 de març de 2006, TV Land va emetre un episodi centrat en Shatner de la seva sèrie "Living in TV Land" subtitulat "William Shatner in Concert". El programa va incloure imatges d'ell treballant amb Ben Folds a "Has Been", i va incloure una seqüència en què actuava amb la banda de Folds i Joe Jackson; va culminar amb una interpretació desafiant de "Lucy in the Sky with Diamonds" que va ser puntuada per ell mossant el dit. Per promocionar el seu programa d'entrevistes a Biography Channel Shatner's Raw Nerve, va ser el presentador convidat del programa insígnia de World Wrestling Entertainment WWE Raw l'1 de febrer de 2010 i va interpretar diverses cançons d'entrada de lluitadors. En el quart episodi de la seva comèdia de situació $♯*! My Dad Says, el seu personatge, Ed Goodson, va fer un tractament a l'estil Shatner de "I'm Too Sexy" de Right Said Fred. A la mateixa escena, una cambrera va preguntar a Ed si volia interpretar "Rocket Man" i ell va respondre "No aquesta nit!". El 4 de novembre, durant una aparició televisiva al programa Lopez Tonight, va interpretar una versió de la cançó de Cee Lo Green "F**k You".
Diverses de les pel·lícules en què va participar Shatner el van presentar en un context musical. A l'escena final de "Free Enterprise", va recitar un discurs de Marc Antoni de Juli César sobre un rap pronunciat per The Rated R, un duet que apareix als crèdits de la pel·lícula com a "No Tears for Caesar". A Miss agent especial, va interpretar la cançó "Miss United States", que es va incloure a l'àlbum de la banda sonora de la pel·lícula. Va contribuir amb la veu de Buzz Lightyear a l'himne de l'Star Command "To Infinity And Beyond" a la pel·lícula del 2000 Buzz Lightyear of Star Command: The Adventure Begins.
El 2007, un dels àlbums de Shatner, "Has Been", va ser utilitzat per l'escriptora i coreògrafa Margo Sappington (coneguda pel seu treball a "Oh! Calcutta!") com a base per a un projecte de dansa, "Common People", creat per al Milwaukee Ballet. Shatner va assistir a l'estrena de l'obra i va organitzar el seu rodatge. El documental resultant, William Shatner's Gonzo Ballet, va ser rebut favorablement quan es va presentar al Festival de Cinema de Nashville el 17 d'abril de 2009.
A més de tractar cançons amb una intenció aparentment seriosa, Shatner de vegades ha ofert actuacions que, com molts passatges de les seves memòries, són exercicis d'autoburla. Alguns exemples inclouen les seves versions dels cinc nominats a la categoria de Millor Cançó d'una Pel·lícula als 1992 MTV Movie Awards. També va aprofitar aquesta veta de comèdia autocrítica com a element clau de la campanya publicitària televisiva de Priceline. En un anunci de la companyia, es va unir al seu col·laborador habitual Ben Folds en una versió irònica de l'èxit de Diana Ross "Do You Know Where You're Going To?".

## Carrera espacial

### Transbordador espacialDiscovery
Des de la seva missió lunar Apollo 15, la NASA ha despertat els seus astronautes amb enregistraments especialment adaptats. El 7 de març de 2011, la tripulació de l'STS-133 del Transbordador espacial Discovery va començar el seu últim dia acoblat a l'Estació Espacial Internacional amb el tema principal d'Alexander Courage per a Star Trek i Shatner recitant una versió adaptada de la famosa introducció del programa: "L'espai, la frontera final. Aquests han estat els viatges del transbordador espacial Discovery. La seva missió de 30 anys: buscar nova ciència. Construir nous llocs avançats. Unir les nacions a la frontera final. Anar amb valentia i fer el que cap nau espacial ha fet abans."

### Vol espacial de 2021
Shatner va participar en el segon vol espacial tripulat suborbital de Blue Origin, Blue Origin NS-18, el 13 d'octubre de 2021. Convidat a unir-se a Chris Boshuizen, Glen de Vries i Audrey Powers en el viatge del creador de Blue Origin, l'empresari i trekkie Jeff Bezos, va començar la seva visita al món real a l'espai al Launch Site One de Blue Origin a l'oest de Texas, viatjant a bord de l'RSS First Step, una càpsula de coet suborbital de New Shepard. En una conversa televisada posterior al vol amb Bezos, Shatner va articular l'experiència de visió perspectiva, una comprensió més profunda del fet que l'ecosfera de la Terra no és més que una pell fina i fràgil que envolta el seu planeta. Com que tenia 90 anys i 205 dies, es va convertir en la persona més gran a volar a l'espai, superant Wally Funk, que havia volat en el primer vol espacial tripulat de Blue Origin als 82 anys el juliol de 2021.
El rècord de Shatner va ser superat el 19 de maig de 2024 pel pilot de les Força Aèria dels Estats Units retirades Ed Dwight, que a l'edat de 90 anys i 253 dies, es va convertir en la persona més gran a volar a l'espai.

## Vida personal

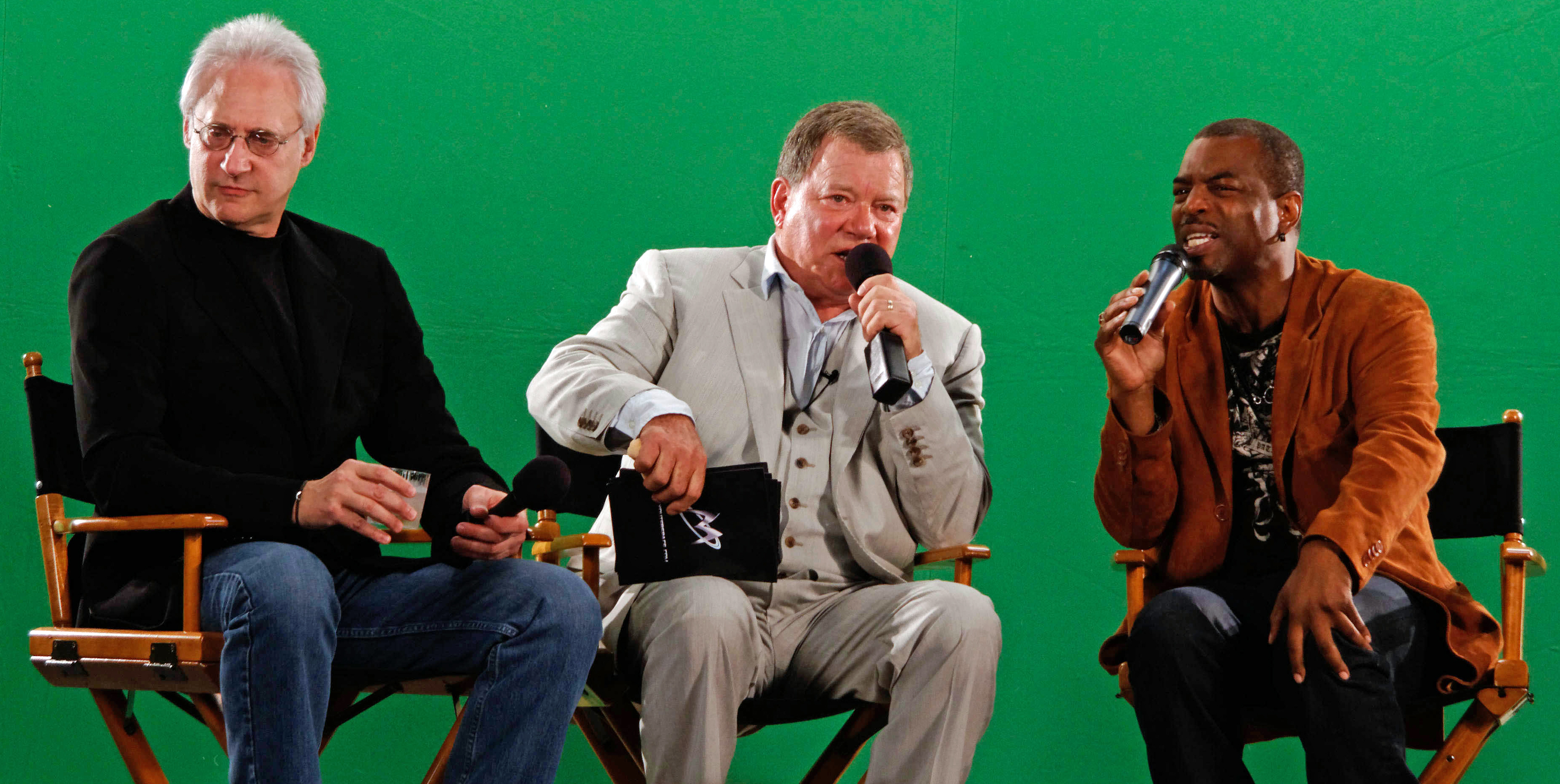
Shatner (centre) amb Brent Spiner (esquerra) i LeVar Burton a la Comic Con de 2010

A Shatner no li agrada veure's actuar. Diu que hi ha episodis de la sèrie de televisió original "Star Trek" que no ha vist mai, i és igualment reticent a veure la seva actuació a Boston Legal. Ha afirmat que l'única pel·lícula de «Star Trek» que ha projectat és la que va dirigir i que necessàriament va veure quan s'estava editant, Star Trek: L'última frontera, tot i que al seu llibre de 1993 Star Trek Memories, recorda la decepció que va sentir quan va assistir a l'estrena de la primera pel·lícula de Star Trek, Star Trek: La pel·lícula de Robert Wise.:201
Shatner és resident dels Estats Units des de fa molt de temps i té una targeta verda.

### Família
Shatner s'ha casat quatre vegades. La seva primera esposa va ser una actriu canadenca, Gloria Rand (née Rabinowitz), amb qui es va casar el 12 d'agost de 1956. La parella va tenir tres filles: Leslie (nascuda el 1958), Lisabeth (nascuda el 1961) i Melanie (nascuda el 1964). Shatner va deixar Rand mentre actuava a Star Trek: La sèrie original, després de la qual cosa es va divorciar d'ella el març de 1969.
La segona esposa de Shatner va ser Marcy Lafferty, filla del productor de televisió Perry Lafferty. De 1973 a 1996, el seu matrimoni va ser el més llarg de Shatner, però no va tenir fills.
La tercera esposa de Shatner va ser Nerine Kidd, amb qui es va casar el 1997. En tornar a casa cap a les 22:00 del 9 d'agost de 1999, la va trobar estirada sense vida al fons de la piscina del pati del darrere. Tenia quaranta anys. Un cop una autòpsia va revelar que la seva sang contenia alcohol i diazepam, el forense va decidir que la causa de la seva mort va ser un ofegament accidental i el Departament de Policia de Los Angeles, en coincidir que no hi havia proves de joc brut, va tancar l'expedient del cas. En declaracions a la premsa poc després de la mort de la seva dona, mentre encara estava visiblement en estat de xoc, Shatner va dir que ella "ho havia significat tot" per a ell i la va descriure com la seva "bella ànima bessona". Va instar el públic a donar suport a Friendly House, una organització sense ànim de lucre que ajuda les dones a reconstruir les seves vides després d'intentar alliberar-se de l'alcoholisme o altres formes de drogoaddicció. Més tard, va dir a Larry King en una entrevista que "la meva dona, a qui estimava molt i que m'estimava, patia una malaltia de la qual no ens agrada parlar: l'alcoholisme. I va tenir un final tràgic a causa d'això".
Al seu llibre del 2008 Up Till Now: The Autobiography, Shatner va revelar com Leonard Nimoy, que no era aliè a l'alcoholisme, havia fet tot el possible per intentar evitar la tragèdia que l'afecció de Kidd amenaçava:
| « | L'experiència personal d'alcoholisme de Leonard Nimoy va arribar a tenir un paper central a la meva vida i ens va ajudar a unir-nos d'una manera que mai hauria pogut imaginar en els primers dies de "Star Trek". Després que Nerine i jo haguéssim sopat amb Leonard i Susan Nimoy un vespre, Leonard va trucar i em va dir: "Bill, saps que és alcohòlica?". Vaig dir que sí. Em vaig casar amb Nerine el 1997, en contra del consell de molts i del meu propi bon sentit. Però vaig pensar que deixaria l'alcohol per mi. Vam tenir una celebració a Pasadena, i Leonard va ser el meu padrí. Em vaig despertar cap a les vuit del matí següent i Nerine estava borratxa. Va estar en rehabilitació durant 30 dies tres vegades diferents. Dues vegades gairebé va morir bevent. Leonard (sobri molts anys) portava la Nerine a reunions d'Alcohòlics Anònims, però ella no volia deixar-ho. | » |

L'any 2000, un article de Reuters va informar que Shatner tenia previst escriure i dirigir "The Shiva Club", una comèdia fosca sobre el procés de dol inspirat per la mort de la seva dona. L'àlbum de Shatner del 2004, "Has Been", incloïa una peça de spoken word, "What Have You Done", que descriu la seva angoixa en descobrir el cos de la Nerine.
El 2001, Shatner es va casar amb Elizabeth Anderson Martin. El 2004, va coescriure la cançó "Together" a l'àlbum de Shatner Has Been. Shatner va demanar el divorci d'Elizabeth el 2019. El divorci es va finalitzar el gener de 2020.

### Relacions amb altres actors
Shatner va aparèixer per primera vegada a la pantalla amb Leonard Nimoy el 1964, quan tots dos actors van ser convidats en un episodi de The Man from U.N.C.L.E., "The Project Strigas Affair". De la mateixa manera que els seus personatges de Star Trek, Shatner i Nimoy van tenir una rivalitat professional que va evolucionar fins a convertir-se en una estreta amistat. Després de la cancel·lació de la sèrie el 1969, es van reunir a Star Trek: The Animated Series, i també van treballar junts a The $20,000 Pyramid i T. J. Hooker. El 2016, Shatner va revelar que, malgrat la seva llarga i afectuosa relació, ell i Nimoy no s'havien parlat en els cinc anys anteriors a la seva mort, l'any anterior.
Nimoy va parlar sobre la seva rivalitat mútua durant els anys de "Star Trek":
| « | L'energia d'en Bill va ser molt bona per a la meva actuació, perquè Spock podia ser llavors un individu genial. La nostra química va ser reeixida des del principi. [Érem] molt competitius, amb una rivalitat entre germans fins aquí, i després que el programa hagués estat en antena unes setmanes i comencessin a rebre molts correus sobre Spock, llavors va arribar la màxima de la NBC: "Oh, doneu-nos més d'aquest noi! Els encanta aquest noi!" Bé, això pot ser un problema per a un protagonista contractat com a estrella del programa. | » |

En un episodi de la sèrie A&E Biography, on també es va revelar que Nimoy va ser el padrí de Shatner al seu casament amb la seva quarta esposa Elizabeth, Nimoy va dir: "Bill Shatner acaparant l'escenari? No. No és el Bill Shatner que conec". Quan Nimoy va morir el 2015, Shatner va dir: "L'estimava com un germà. Tots trobarem a faltar el seu humor, el seu talent i la seva capacitat d'estimar". Tot i que Shatner no va poder participar al funeral de Nimoy a causa d'altres compromisos, les seves filles hi van assistir en lloc seu, i ell va celebrar la vida del seu amic en un memorial en línia.
Shatner és amic de l'actriu Heather Locklear des del 1982, quan va començar a coprotagonitzar amb ell T. J. Hooker. Mentre combinava la seva feina a "Hooker" amb un paper semi-regular a "Dynasty" —també una producció d'Aaron Spelling— "Entertainment Tonight" li va preguntar si tenia dificultats amb la seva agenda. Va dir que treballar amb Shatner i els seus col·legues experimentats a "Dynasty" podia ser descoratjador, però que el seu nerviosisme la motivava a presentar-se al plató ben preparada. Després que acabés "T.J. Hooker", Shatner la va ajudar a aconseguir altres papers, i després de la mort de Nerine Shatner el 1999, es va mostrar sol·licitant a l'hora de consolar-lo en el seu dol. Van tornar a treballar junts el 2005, quan va aparèixer en dos episodis de "Boston Legal" com a Kelly Nolan, una dona jutjada per matar el seu marit, molt més gran i ric. Quan li van preguntar com va arribar a ser escollida per a la sèrie, Locklear va dir: "M'encanta la sèrie. És la meva sèrie preferida, i vaig dir: 'No hauria de ser la filla il·legítima de William Shatner o el seu interès amorós?'"
Durant anys, alguns dels coprotagonistes de Shatner a "Star Trek" el van acusar de ser difícil treballar amb ell, en particular George Takei, Walter Koenig i James Doohan. Shatner va reconèixer el ressentiment que Koenig i Doohan sentien cap a ell; a Star Trek Movie Memories, Shatner recordava haver de treballar amb ells de nou mentre filmava Star Trek Generations el 1994:
| « | Em preocupava molt més treballar amb Walter Koenig i Jimmy Doohan, dos homes que han deixat clar en diverses ocasions que el meu nom generalment és a dalt de tot de les seves llistes de merda. | » |

Takei va escriure sobre els seus problemes amb Shatner a les seves memòries del 2004, To the Stars. Entrevistat a Londres el 2023, Takei va deixar clar que el pas del temps no havia fet res per apaivagar la seva hostilitat envers el seu antic col·lega: "Shatner és un vell fòssil rondinaire. Tots hem tingut problemes amb ell... Hi ha aquesta ficció que Bill i Leonard [Nimoy] eren bons amics, però nosaltres ho sabem millor: Leonard va expressar en privat la seva irritació amb Bill. Bill és una prima donna egòlatra i egocèntrica." Tanmateix, el 2025, Takei va publicar: «Fa només uns dies, Bill Shatner va celebrar el seu 94è aniversari, desitjant-li salut i felicitat continuades. Llarga vida i pròspera, amics meus.
Koenig, en canvi, va acceptar la invitació de Shatner per aparèixer a la seva sèrie d'entrevistes "Shatner's Raw Nerve" el 2011 i va deixar clar que l'animositat que havia sentit envers Shatner s'havia dissipat feia temps.Doohan també va aconseguir finalment una relació més càlida amb Shatner, tot i que els dos homes van trigar molt a establir una bona relació. A la dècada del 1990, Shatner va fer nombrosos intents de reconciliació amb Doohan sense èxit; Doohan va ser l'únic excoprotagonista de "Star Trek" que va rebutjar ser entrevistat per Shatner per a les seves primeres memòries de 1993, Star Trek Memories. Però Doohan va contribuir a la seqüela de Shatner, i un article de l'Associated Press publicat en el moment de l'última aparició de Doohan a la convenció l'agost del 2004, quan ja patia greus problemes de salut, va informar que havia perdonat Shatner i que els dos actors havien aconseguit l'amistat de sèniors que se'ls havia escapat en la seva joventut. Sky Conway, l'organitzador de la penúltima convenció a la qual va assistir Doohan, va ser testimoni de com van enterrar la destral: "Al nostre espectacle: 'The Great Bird of the Galaxy' a El Paso, Texas, el novembre de 2003, una celebració de Gene Roddenberry i Star Trek, Bill i Jimmy van pujar junts a l'escenari. Darrere de les càmeres i abans de pujar a l'escenari, es van abraçar, es van disculpar i van expressar el seu amor i admiració mutu. Bill em va demanar específicament que els reunís perquè pogués fer les paus i aclarir les coses entre ells dos abans que fos massa tard".

### Salut
Shatner pateix de tinnitus, un trastorn auditiu. Els investigadors creuen que el tinnitus es pot desencadenar per l'exposició a sorolls molt forts, i Shatner creu que la seva victòria podria ser el resultat d'un accident pirotècnic que va ocórrer durant el rodatge de l'episodi de 1967 de "Star Trek" "L'arena". El seu estat ha millorat mitjançant una teràpia d'habituació que implicava portar un auricular que emetia soroll blanc de baix nivell que "ajudava el seu cervell a posar el tinnitus en segon pla". És membre d'una organització benèfica per a l'acúfens, l'American Tinnitus Association.
Shatner va revelar el 2020 que pateix inflamació articular i diversos "dolors i molèsties" relacionats amb l'edat. Tracta el seu malestar amb oli de cannabidiol, un suplement dietètic extret del cànnabis.

### Treball amb cavalls

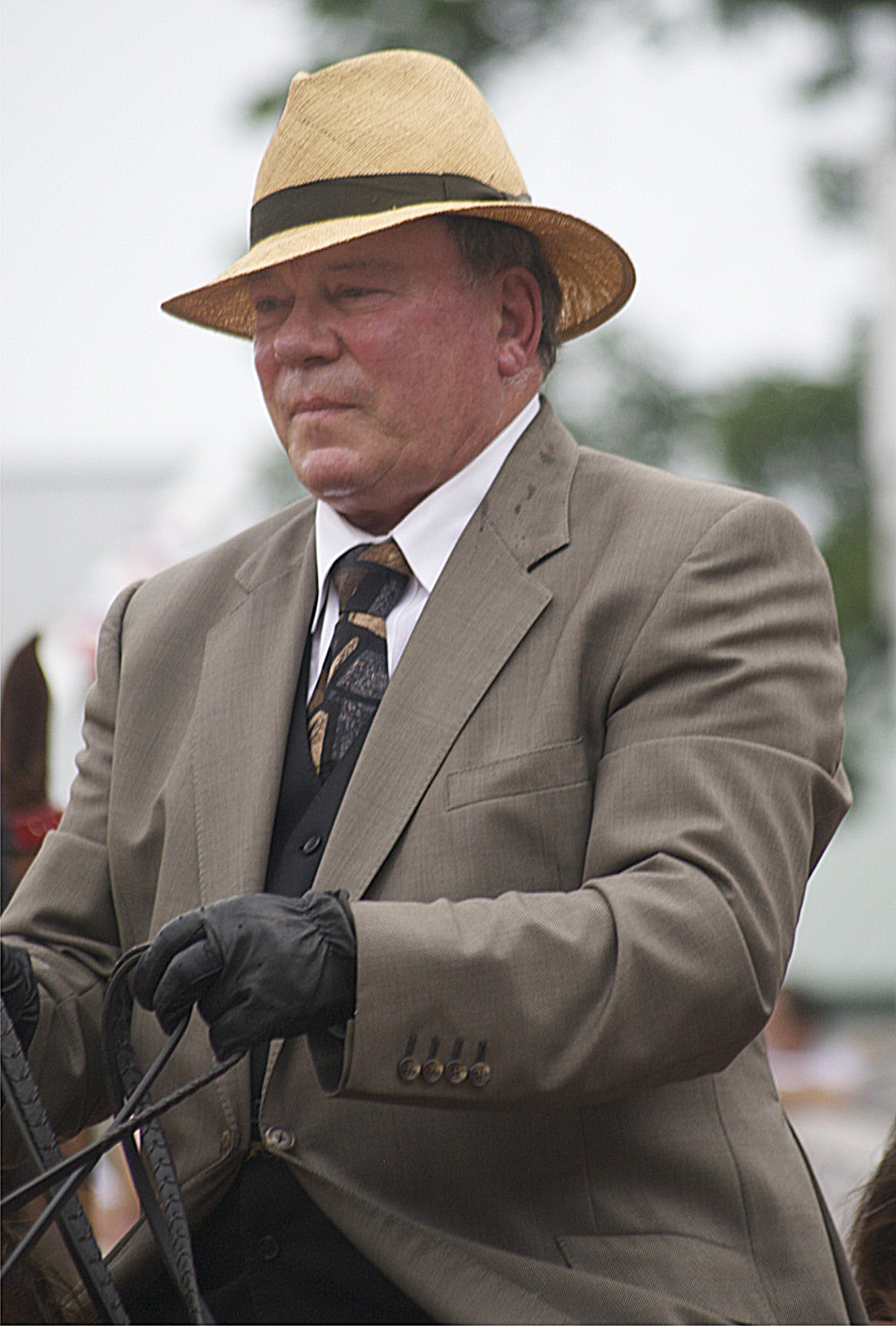
Shatner a cavall en un espectacle eqüestre el 2011

En el seu temps lliure, a Shatner li agrada criar i fer exhibicions d'American Saddlebreds i quarter americà. Va muntar una de les seves pròpies eugues, Great Belles of Fire, a Star Trek Generations. Té una granja de 150 hectàrees vora Versailles (Kentucky), anomenada Belle Reve Farm (del francès beau rêve, "Somni preciós" - Belle Reve era el nom de la casa familiar de Blanche Dubois i la seva germana Stella a Un tramvia anomenat desig), on cria cavalls American Saddlebreds. Tres dels seus cavalls destacats són Call Me Ringo, Revival i Sultan's Great Day.
El 2018, Shatner va rebre el Premi a la Trajectòria de la National Reining Horse Association al National Reining Horse Association Hall of Fame. El 2019, va guanyar un campionat mundial amb el seu cavall de carretera Standardbred Track Star mentre participava al Kentucky State Fair World's Championship Horse Show de Louisville.

### Filantropia
Shatner participa als Hollywood Home Games del World Poker Tour, en què les celebritats intenten guanyar diners per a les seves organitzacions benèfiques preferides. Però la major part del seu la seva tasca filantròpica s'associa amb el seu amor pels cavalls. Des del 1990, ha estat un dels partidaris més importants del Hollywood Charity Horse Show, que recapta diners per a organitzacions que treballen amb nens, i la seva granja de cavalls treballa amb el programa "Horses for Heroes" de Central Kentucky Riding for Hope.
El 2006, Shatner va vendre un càlcul renal que li havia estat extret quirúrgicament a l'empresa de subhastes en línia GoldenPalace.com per 25.000 dòlars, després de rebutjar una oferta anterior de 15.000 dòlars amb l'observació que els col·leccionistes havien pagat més de 100.000 dòlars per una de les seves túniques de "Star Trek". En una aparició a The View el 16 de maig de 2006, va dir que els ingressos de la venda i 20.000 dòlars addicionals recaptats pel repartiment i l'equip de Boston Legal havien estat donats a l'organització benèfica d'habitatge Habitat for Humanity.

### Aparicions públiques
Shatner va ser el rei de la desfilada del Mardi Gras Bacchus el 1987.El dia de Cap d'Any de 1994, Shatner va ser el Gran Mariscal de la Desfilada del Torneig de Roses a Pasadena, Califòrnia. En lloc de liderar l'esdeveniment amb el seu habitual cotxe clàssic, el va presidir des d'un cavall. També va participar en el llançament de moneda abans del 80è partit de futbol universitari de la Rose Bowl (els equips que competien pels honors de la Rose Bowl aquell any eren els University of Wisconsin Badgers i els University of California Los Angeles Bruins; els Badgers van vèncer els Bruins per 21-16).
Shatner va ser un dels diversos oradors a la cerimònia de cloenda dels Jocs Olímpics d'hivern de 2010 a Vancouver, Columbia Britànica, el 28 de febrer de 2010. Vint anys més tard, va tornar a exercir les funcions de Gran Mariscal en un esdeveniment al seu Canadà natal, la 102a Calgary Stampede.
Moltes de les aparicions públiques de Shatner reflecteixen l'estatus del capità Kirk com una de les icones més conegudes de la ciència-ficció. El setembre de 2016, per exemple, els organitzadors de la Salt Lake Comic Con el van convidar a assistir al seu esdeveniment com a convidat especial. El 2017, va actuar com a capità honorari d'un vaixell que acollia "Star Trek: The Cruise", el primer creuer de Star Trek que CBS Productions va llicenciar, un esdeveniment que celebrava el 50è aniversari de la primera emissió de l'episodi pilot original de Star Trek. Shatner estava consternat que el creuer oferís als seus clients l'oportunitat de nedar amb dofins i va sol·licitar al CEO de Norwegian Cruise Line a través de PETA per no incloure dofins al programa del seu creuer del 2018: "L'explotació de qualsevol espècie amb finalitats lucratives i d'entreteniment hauria violat la Primera Directiva." Entre les moltes altres dates relacionades amb Kirk a la seva agenda hi havia visites a la rèplica del plató de Star Trek: La sèrie original construït per James Cawley a Ticonderoga (Nova York), on va guiar petits grups de trekkies en visites a la versió de Cawley de lEnterprise,
i un convidat estrella del 4 de desembre de 2022 es teletransporta a la L.A. Comic Con.

### Controvèrsies a les xarxes socials
El 2017, Shatner va tuitejar donant suport a Autism Speaks, una organització benèfica controvertida que no agradava a alguns autodefensors de l'autisme. Va passar els dies següents discutint amb persones autistes i aliats, fins i tot citant el lloc web antivacunes NaturalNews. Dies més tard, Shatner va suggerir als seus crítics que hauria d'haver callat, i finalment va qualificar l'episodi de malentès.
El 2020, de nou a Twitter, va discutir amb altres usuaris de Twitter durant més d'un mes sobre ser anomenat un "home blanc heterosexual cis".
El 2021, The Forward va assenyalar que menyspreava un convers jueu de color, comparant l'incident amb els seus arguments sobre el terme "cis" i Autism Speaks.
No obstant això, el 2023 Brent Spiner va declarar en una entrevista al podcast Inside of You with Michael Rosenbaum que Shatner li havia informat que el seu compte de Twitter (ara X) estava gestionat per un empleat, i que Shatner tenia una participació directa mínima en el contingut del compte.

## Filmografia

### Cinema
- 1958: Els germans Karamazov (The Brothers Karamazov) de Richard Brooks: Alexei Karamazov
- 1961: Els judicis de Nuremberg (Judgment at Nuremberg) de Stanley Kramer: Capità Harrison Byers
- 1962: The Intruder de Roger Corman
- 1964: The Outrage de Martin Ritt: El pastor
- 1965: Incubus de Leslie Stevens: Marko
- 1968: White Comanche: Johnny Moon/Notah
- 1974: Impulse de William Grefe: Matt Stone
- 1975: The Devil's Rain: Mark Preston
- 1976: Botschaft der Götter - Erich von Däniken: el narrador
- 1977: El regne de les aranyes (Kingdom of the Spiders) de John "Bud" Carlos : Dr. Robert "Rack" Hansen
- 1979: Star Trek: La pel·lícula (Star Trek: The Motion Picture): James T Kirk
- 1982: Star Trek 2: La còlera del Khan (Star Trek II: The Wrath of Khan), James T Kirk
- 1982: Airplane II: The Sequel, comandant Buck Murdock
- 1984: Star Trek 3: A la recerca de Spock (Star Trek III: The Search for Spock): James T Kirk
- 1986: Star Trek 4: Missió salvar la Terra (Star Trek IV: The Voyage Home): James T Kirk
- 1989: Star Trek: L'última frontera (Star Trek V: The Final Frontier): James T Kirk
- 1991: Star Trek: The Undiscovered Country: James T Kirk
- 1993: Amb l'arma a punt (Loaded Weapon 1) de Gene Quintano
- 1994: Star Trek: Generations: James T Kirk
- 1999: Free Enterprise de Robert Meyer Burnett: ell mateix, Bill
- 2000: Miss agent especial (Miss Congeniality) de Donald Petrie, Stan Fields
- 2002: American Psycho 2: Starkman
- 2002: Showtime de Tom Dey: ell mateix
- 2002: Groom Lake: John Gossner
- 2004: Qüestió de pilotes (Dodgeball: A True Underdog Story): canceller de DodgeBall
- 2005: Miss agent especial 2: Armada i fabulosa (Miss Congeniality 2: Armed and Fabulous), Stan Fields
- 2009: Fanboys, ell mateix
- 2011: The Captains
- 2015: A Christmas Horror Story, Dan
- 2019: Creators: The Past, Lord Ogmha
- 2019: Devil's Revenge, Hayes
- 2021: Senior Moment, Victor Martin
- 2022: Fireheart, Jimmy Murray (veu)

### Televisió

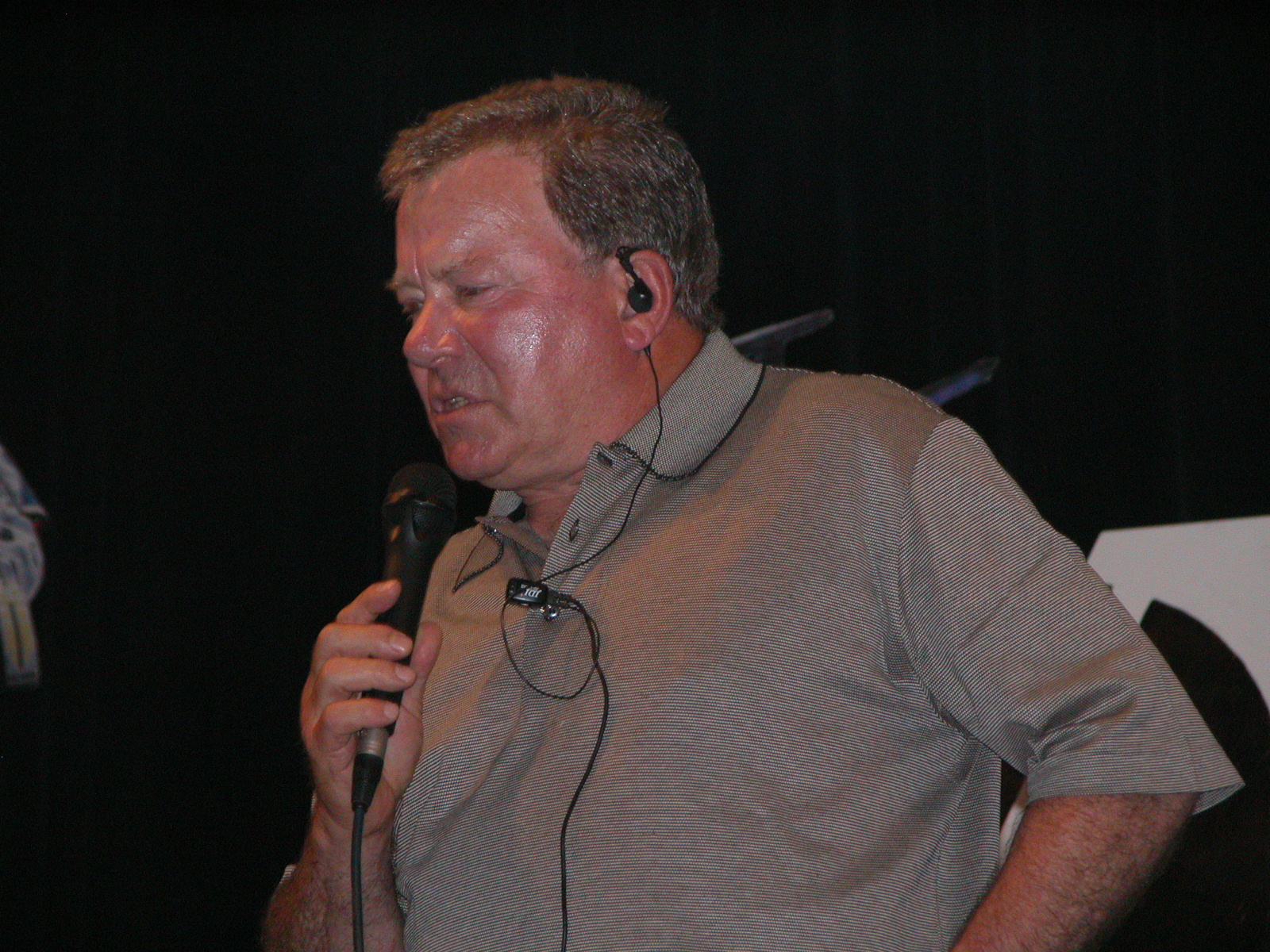
William Shatner

- 1957: Studio One, Plantilla:Dr David Coleman, 5 episodis
- 1958: Playhouse 90, Jerry Paul, 1 episodi
- 1959: Sunday showcase, Thomas Gore, 1 episodi
- 1960: Jules Cesar, Marc Antoni
- 1957 i 1960: Alfred Hitchcock Presents, 2 episodis
- 1960: Outlaws 2 episodis
- 1962: Naked City 2 episodis
- 1963: The Nurses Fr Adam Courtland 2 episodis
- 1960 i 1963: The Twilight Zone 2 episodis
- 1963: Channing Tom 1 episodi
- 1963: Route 66 Manomsha Faxon
- 1964: The Outer Limits (sèrie TV) - Temporada 2 Episodi 2
- 1964: The Man from U.N.C.L.E. Michael Donfield 1 episodi
- 1961 - 1965: The Defenders Ajudant del procurador Earl Rhodes 5 episodis
- 1965: For the people David Kostner
- 1965: The Fugitive Tony Burrell 1 episodi
- 1966: Gunsmoke Fred Bateman 1 episodi
- 1966 - 1969: Star Trek, capità James T. Kirk, 79 episodis
- 1965 - 1969: The Virginian, Henry Swann, 2 episodis
- 1972: Mission: Impossible, Joseph Conrad, 2 episodis
- 1972: The Hound of the Baskervilles, telefilm
- 1973: Mannix, Adam Langer, 1 episodi
- 1973 - 1974: Star Trek, capità James T. Kirk, 16 episodis
- 1974: Kung Fu 1 episodi
- 1976: Columbo: Temporada 6 de Columbo, Episodi 1: Fade in to Murder (Sèrie TV): Ward Fowler
- 1978: Little Women: Professor Friedrich Bhaer
- 1982 - 1986: Hooker, 90 episodis
- 1993: Columbo: Temporades 13 a 18, Temporada 12: Fielding Chase
- 1994: SeaQuest DSV, Temporada 1 episodi 18 (Hide and Seek)
- 1994: Janek: The Silent Betrayal: Alex Bodosh
- 1996: Muppets Tonight, 1 episodi, William Shatner
- 1996: The Prisoner of Zenda Inc. Oncle Michael
- 1999: 3rd Rock from the Sun, L'enorme cervell central
- 2003: A Carol Christmas, Esperit de Nadal
- 2004: The Practice, Denny Crane, 5 episodis
- 2004 - 2008: Boston Legal, Denny Crane, 101 episodis
- 2010: $h*! My Dad Says, Dr. Edison Milford "Ed" Goodson III
- 2011: Psych, Frank O'Hara
- 2012: Weird or what, ell mateix

### Director
- de 1983 a 1986: 8 episodis de Hooker
- 1989: Star Trek: L'última frontera
- 1993: 1 episodi de Kung Fu
- 1994: TekWar telefilm
- de 1994 a 1996: TekWar, 3 episodis de la sèrie TV
- 1997: Perversions of Sciences sèrie TV
- 2002: Groom lake

## Premis i nominacions

### Premis
- 2004. Primetime Emmy al millor actor convidat en sèrie dramàtica per The Practice
- 2005. Globus d'Or al millor actor secundari en sèrie, minisèrie o telefilm per Boston Legal
- 2005. Primetime Emmy al millor actor secundari en sèrie dramàtica per Boston Legal

### Nominacions
- 1999. Primetime Emmy al millor actor convidat en sèrie còmica per 3rd Rock from the Sun
- 2006. Primetime Emmy al millor actor secundari en sèrie dramàtica per Boston Legal
- 2007. Primetime Emmy al millor actor secundari en sèrie dramàtica per Boston Legal
- 2008. Globus d'Or al millor actor secundari en sèrie, minisèrie o telefilm per Boston Legal
- 2008. Primetime Emmy al millor actor secundari en sèrie dramàtica per Boston Legal
- 2009. Primetime Emmy al millor actor secundari en sèrie dramàtica per Boston Legal